# Лось Йосип Дмитрович
Йо́сип Дми́трович Лось (3 листопада 1937 р., смт Нижанковичі, Львівська область) — український журналіст ,  професор, доктор політичних наук (1995, УВУ, Мюнхен, Німеччина), кандидат історичних наук, колишній завідувач кафедри зарубіжної преси та інформації факультету журналістики ЛНУ ім. Івана Франка, заслужений професор Львівського університету (2010), заслужений професор України, заслужений журналіст України, член Нью-Йоркської академії наук (2000), доктор габілітований у Вищій школі інформатики та управління в Ряшеві (також член ученої ради з захисту докторських дисертацій), головний редактор видання «Листи до приятелів». Входить до Золотого фонду польських професорів як видатний науковець і викладач.

## Життєпис
Закінчив Нижанковицьку середню школу. У 1953–1959 рр. навчався на факультеті журналістики Львівського державного університету імені Івана Франка. Працював у редакціях районних, міських, міськрайонних газет на посадах завідувача відділом, відповідального секретаря (1959—1962 — завідувач відділу, відповідальний секретар, редакція Бібрської райгазети. 1962—1963 — відповідальний секретар, Самбірська міськрайонна газета. 1965—1971 — завідувач відділу, Самбірська міськрайонна газета). З березня 1971 р. — на викладацькій роботі, а з 1974 р. — старший викладач кафедри історії журналістики.
У 1977 р. захистив кандидатську дисертацію, у 1995 р. — докторську (УВУ). З 1982 р. — доцент, з 1998 р. — професор. 1991 р. очолив кафедру історії журналістики, а з 1993 р. — завідувач кафедри зарубіжної преси та інформації. Член Спілки журналістів України з 1969 р. Заслужений журналіст України (з 1998 р.), член Нью-Йоркської Академії Наук (з 2000 р.). Має 50-річний стаж науково-педагогічної роботи в університеті (минуло 12 березня 2021 року), читає лекції з двох фундаментальних курсів: «Зарубіжна преса: історія, теорія функціонування, сучасна практика» та «Сучасна закордонна публіцистика і тенденції розвитку світу»; вів спецкурс «Радіо Свобода». У світі цей спецкурс читається лише у Львівському університеті, що відзначено керівництвом радіостанції з нагоди 50-річчя Радіо Свобода. Професора Й. Лося запрошували для читання лекцій в УВУ(Мюнхен), Черкаський національний університет та ін.
Під керівництвом професора Лося вісім викладачів кафедри зарубіжної преси та інформації (нині доценти Габор Н. Б., Житарюк М. Г., Залізняк Б. В., Лильо Т. Я., Хоменко Т. М., Квасниця О. Ю.,Мельник Ю. І. Титаренко М. О.) і два аспіранти (Левкова О. В. та Гопко Г. М.) захистили кандидатські дисертації.
Науковий доробок Й. Лося становить бл. 200 друкованих науково-методичних і наукових праць. Вони вміщені в українських та зарубіжних (Німеччина, Канада, Польща, Франція) наукових виданнях. Автор чотирьох навчальних посібників з грифом МОН України та монографії (у співавторстві з Володимиром Шклярем і Олександром Мукомелою). Підготував навчальний посібник «Політична публіцистика журналу „Kultura“ (Париж)» з грифом МОН України. Під керівництвом професора Лося створено школу світоглядної публіцистики, яка продовжує традиції відомого українського філософа, публіциста, вченого, політичного діяча Миколи Шлемкевича. Упродовж 2000—2005 рр. — член Науково-методичної ради Міністерства освіти і науки України.
Професор Й. Лось — знаний публіцист. Йому належить понад 1200 науково-публіцистичних і аналітичних статей (газети «День», «За вільну Україну», «Українське слово». «Молода Галичина», «Шлях Перемоги», «Україна Молода» та ін.; «Свобода» (Нью-Йорк), «Relacje» (Люблін, Польща); журнали «Дзвін», «Вісник» (Канада), «Вісті комбатанта» (Канада), «Polityka» (Варшава), «Przegląd Powszechny» (Варшава). Неодноразово виступав в аналітичних передачах Радіо Свобода (Мюнхен), Голос Америки (Вашингтон), на УТ-1.
Він автор документальної книжки «Саліна» (про злочини НКВД проти українського народу), підготував альманах до 80-річчя спортивного товариства «Україна», книжку наукової публіцистики «Українська ідея: згадати себе, повірити в себе, бути собою» (4 томи).
Професор Лось — фундатор трьох видань: газет «Українське слово» (у 1991 р. переведено з Парижа до Львова), «Арка», журналу «Листи до Приятелів».
З кількох сотень випускників спеціалізації «Міжнародна журналістика» понад 40 викладачів працює викладачами факультетів і відділень журналістики у Києві, Львові, Ужгороді, Черкасах, Тернополі та Рівному, а також на інших кафедрах вишів України; десятки на загальноукраїнських каналах телебачення та радіо в Києві, в українських виданнях за кордоном, кілька випускників кафедри є чи були кореспондентами Радіо Свобода, Німецька хвиля, Бі-Бі-Сі.
З 1988 р. — член художньої ради театру «Не журись», з 1989 р. — активний учасник, а з 1990 р. — заступник голови Крайової Ради Народного Руху України, член Великої Ради Руху. Впродовж 1990—1991 рр. вів годинну тижневу програму у прямому ефірі на Львівському телебаченні; там же упродовж 1997—1999 рр. — автор і ведучий тижневої програми «Світ і Україна» (також у прямому ефірі). Депутат Львівської Обласної Ради першого демократичного скликання, член президії Обласної Ради (голова Комітету з реабілітації й відшкодувань). Обирався на посаду голови Львівської Обласної Ради як опонент В'ячеслава Чорновола.
1999 року був довіреною особою Євгена Марчука на виборах президента України.
Редактор спеціального номера журналу «Світло», присвяченого приїзду Івана Павла ІІ 2001 року.
Володіє іспанською, польською, російською мовами. Захоплення: поезія, шахи, література, історія народів світу, географія, розвиток мас-медіа, видатні особистості всіх часів і народів, роль української цивілізації у розвитку світу, націоналістичний рух в Україні і світі, перспективи розвитку світової цивілізації, парашутний спорт, плавання.

## Скандал
25 лютого 2025 року, журналістка Катерина Родак звинуватила Йосипа Лося у домаганнях у своєму пості у фейсбуці. Це сталося, коли вона була студенткою факультету журналістики. В коментарях до посту про аналогічні домагання повідомили також інші студентки. Відсторонений від роботи зі студентами на час перевірки, справою займаються поліція та представник Уповноваженого з прав людини. 